# Teverino
Teverino est un roman court de l'écrivaine française George Sand paru en 1845 dans le journal La Presse, puis en volume la même année.

## Élaboration de l'œuvre
George Sand écrit Teverino pendant l'été de 1845. Le texte paraît sous la forme d'un feuilleton dans le journal La Presse du 19 août au 3 septembre 1845. Le roman paraît d'abord en Belgique, à Bruxelles, fin 1845, puis en France à Paris chez Desessart en 1846.

## Résumé
L'intrigue se déroule en Italie aux XVIIIe-XIXe siècles. Sabina et Léonce sont deux jeunes gens liés par une relation ambiguë qui se cherche entre amitié et amour. Un matin, comme Sabina s'ennuie, Léonce lui propose de l'emmener se distraire en s'occupant de tout et en lui faisant la surprise : Sabina accepte, à condition qu'ils emmènent avec eux le jockey de Léonce et la servante noire de Sabina. La conversation qu'ils ont tous les deux pendant cette matinée décidera de la nature de leurs sentiments l'un pour l'autre. Mais pendant la promenade, Sabina et Léonce rencontrent Madeleine ainsi que le comédien itinérant Teverino.

#### Édition critique du roman
- George Sand, Kourroglou. Teverino. La Mare au diable, édition critique par Françoise Genevray (pour Kourroglou et Teverino) et Véronique Bui (pour La Mare au diable), dans la série des Œuvres complètes de George Sand, Paris, Honoré Champion, coll. « Textes de littérature moderne et contemporaine », 2011.  (ISBN 9782745320889)

#### Étude savante
- Lise Sabourin, « George Sand, Œuvres complètes, 1845-46: Kourroglou, Teverino, La Mare au Diable », compte-rendu dans la revue Studi Francesi, n°173 (LVIII | II),  2014, p. 388-389. [lire en ligne]